# Uniwersytet Marylandu w Baltimore
Uniwersytet Marylandu w Baltimore (ang. University of Maryland, Baltimore) – amerykańska uczelnia publiczna z siedzibą w Baltimore w stanie Maryland, założona w 1807. Kształci ponad 5800 studentów i zatrudnia około 2300 pracowników naukowych.

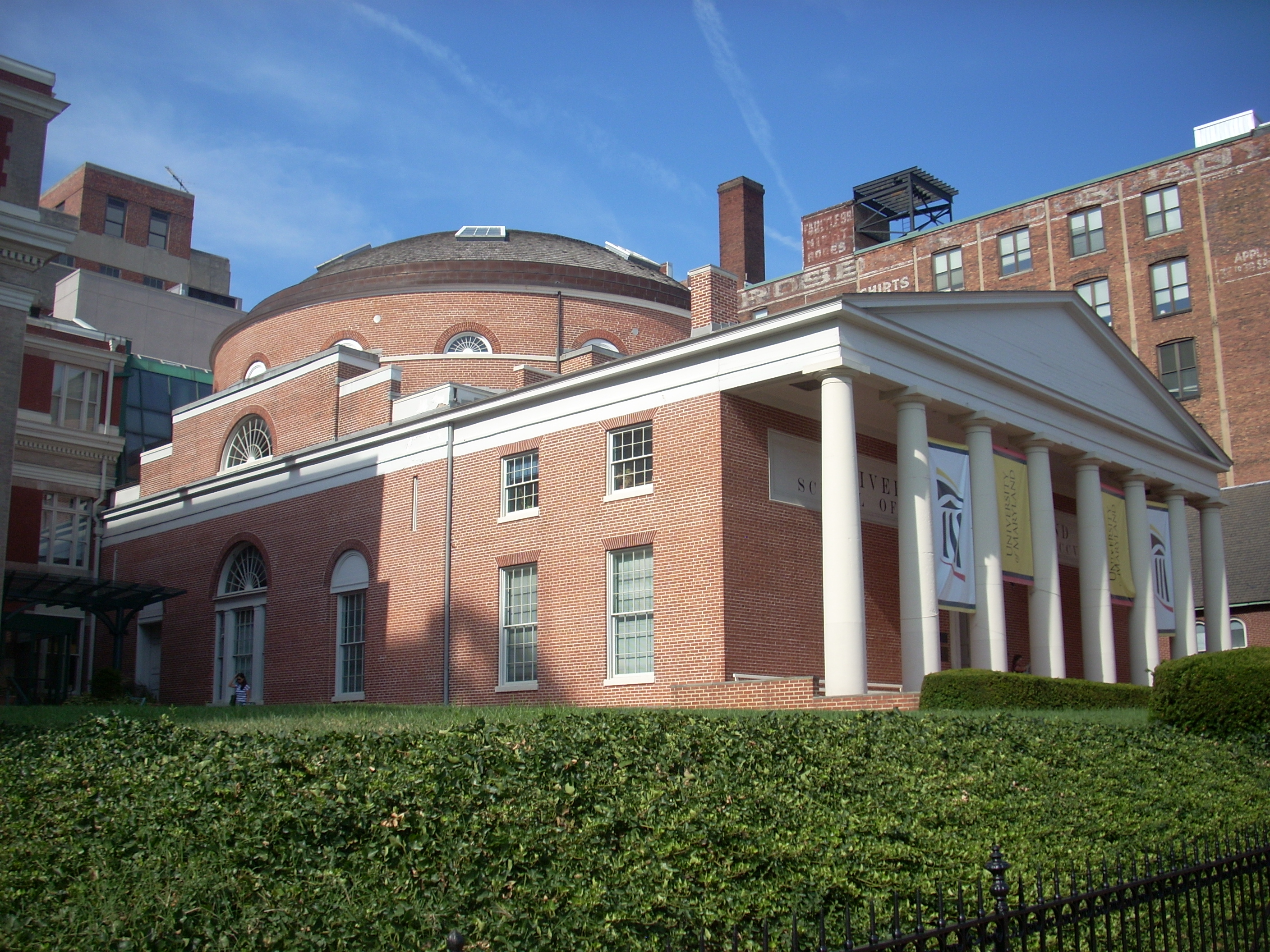
Davidge Hall na terenie kampusu, siedziba School of Medicine (2012)

Kampus uczelniany składa się z 58 budynków położonych w pobliżu Camden Yards i Lexington Market w Baltimore. Davidge Hall – zbudowana w 1812 siedziba Szkoły Medycznej (School of Medicine) – jest najstarszym budynkiem na półkuli północnej wykorzystywanym w sposób ciągły jako miejsce nauczania medycyny. Szkoła Stomatologii (Dental School), założona w 1840, była pierwszą szkołą stomatologii na świecie.

## Jednostki organizacyjne
Instytucja składa się z następujących jednostek organizacyjnych (w nawiasie data założenia):

- School of Medicine (1807)
- School of Law (1816)
- Dental School (1840)
- School of Pharmacy (1841)
- School of Nursing (1889)
- Graduate School (1917)
- School of Social Work (1961)
- School of Public Health (2006)